# Edificio Flor de Maio
L'Edificio Flor de Maio (in portoghese Edifício Flor de Maio) è uno storico edificio della città di Vitória in Brasile.

## Storia
L'edificio venne eretto nel 1933 secondo il progetto dell'architetto autodidatta André Carloni rimodellando una struttura preesistente di stile eclettico.

## Descrizione
L'edificio, situato nel centro di Vitória con affaccio sulla piazza VIII settembre, presenta uno stile Art déco.